# Valkî
Valkî (în ucraineană Валки) este un oraș din Ucraina.